# Макаровка (Черниговская область)
Мака́ровка (укр. Макарівка) — село, расположенное на территории Бобровицкого района Черниговской области Украины на берегу реки Быстрица.
Население составляет 659 жителей (2006 год). Плотность населения — 486,71 чел/кв.км.
Впервые упоминается в 1300 году.
Село Макаровка находится примерно в 5 км к западу от центра города Бобровица. Средняя высота населённого пункта — 120 м над уровнем моря. Село находится в зоне умеренно континентального климата.
Национальный состав представлен преимущественно украинцами, конфессиональный состав — христианами.